# Estadio de Yamagata
El Estadio del Parque Yamagata, Yamagata Park Stadium, es un estadio multiusos situado en la ciudad de Yamagata, Prefectura de Yamagata, en Japón. El estadio fue inaugurado en 1991 y posee una capacidad para 20 300 personas y es principalmente utilizado para la práctica de atletismo y fútbol, siendo la casa del club Montedio Yamagata de la J2 League.
El 1° de abril de 2007 la compañía informática N. Day Software Co. adquirió los derechos sobre el nombre del estadio, pasándose a llamar este ND Soft Stadium Yamagata.

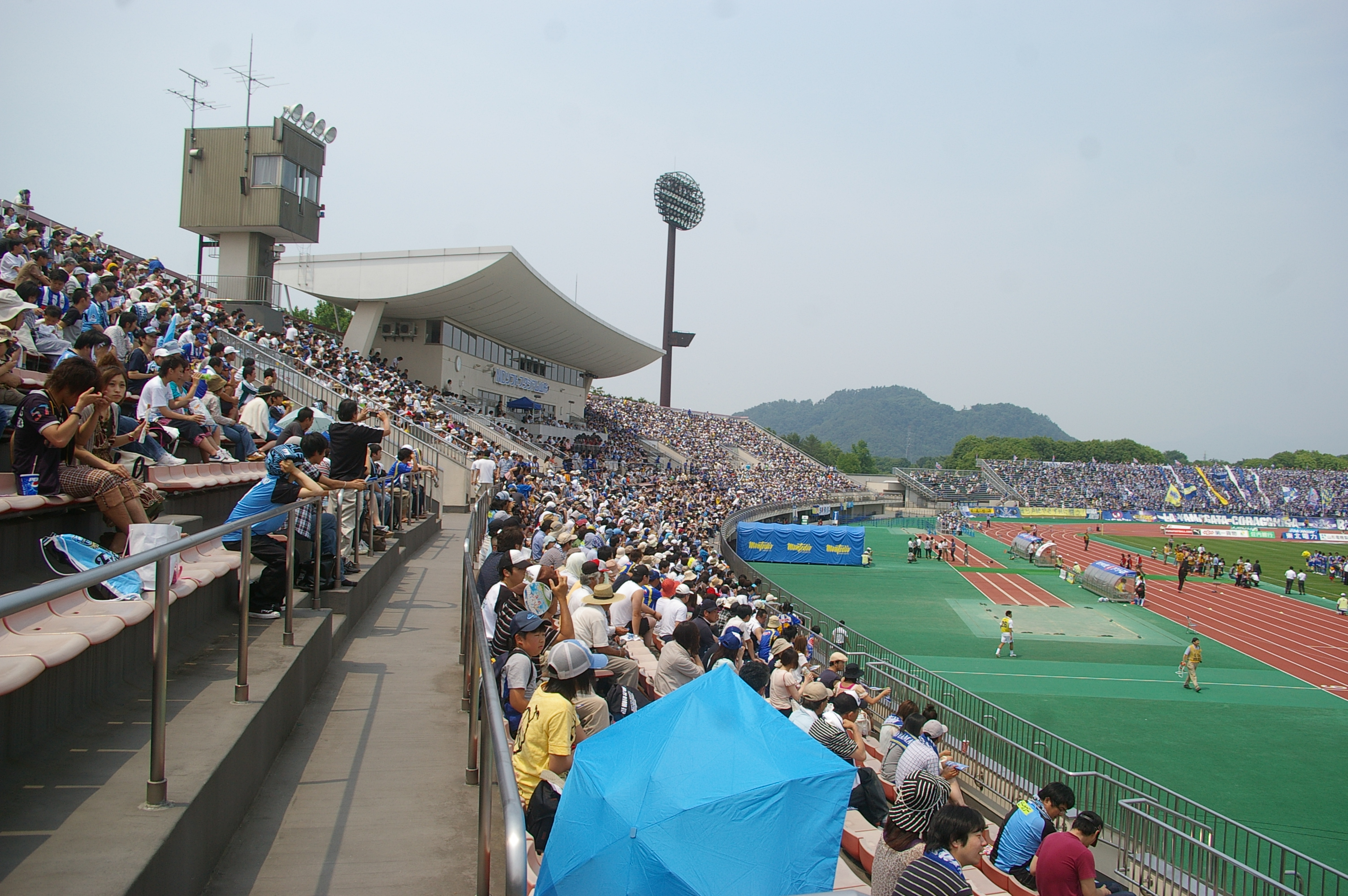
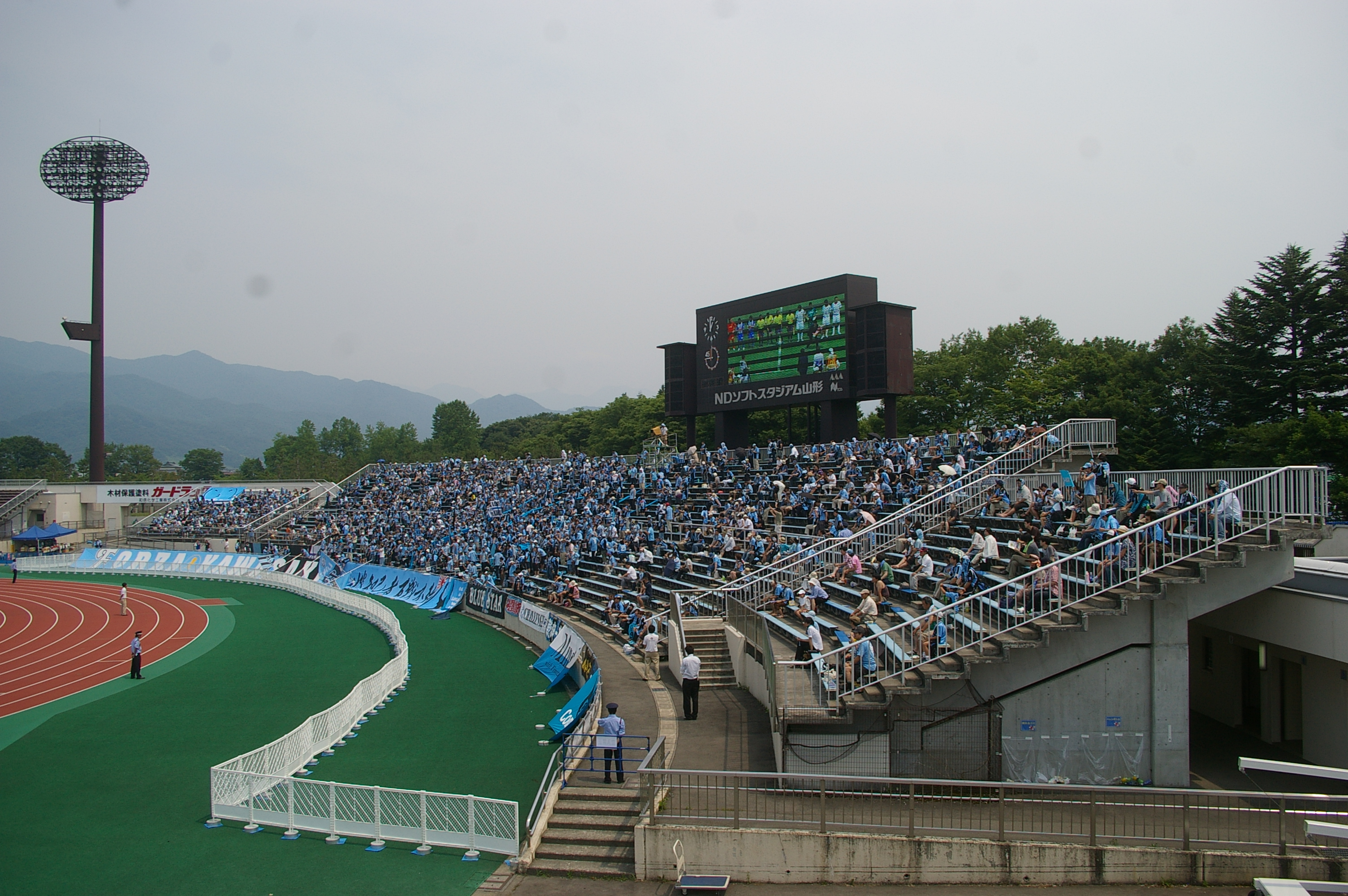